# Stefan Kreiner
Stefan Kreiner (ur. 30 października 1973 w Feldkirch) – austriacki narciarz, specjalista kombinacji norweskiej, brązowy medalista olimpijski.

## Kariera
W Pucharze Świata Stefan Kreiner zadebiutował 11 stycznia 1992 roku w Breitenwang, gdzie w konkursie rozgrywanym metodą Gundersena zajął jedenaste miejsce. Tym samym już w swoim debiucie wywalczył pierwsze pucharowe punkty. W sezonie 1991/1992 pojawił się jeszcze trzykrotnie, ale wyniki z debiutu nie poprawił. Z dorobkiem pięciu punktów (w sezonach 1983/1984-1992/1993 obowiązywała inna punktacja Pucharu Świata) zajął ostatecznie 33. miejsce w klasyfikacji generalnej. W lutym 1992 roku wystartował na igrzyskach olimpijskich w Albertville. Osiągnął tam największy sukces swojej kariery, wspólnie z Klausem Sulzenbacherem i Klausem Ofnerem zdobywając brązowy medal w sztafecie. Po skokach Austriacy zajmowali drugie miejsce, ze strata blisko dwóch i pól minuty do prowadzących Japończyków oraz z przewagą 30 sekund nad trzecimi Niemcami. Na trasie biegu zdołali odrobić nieco ponad 40 sekund do Japończyków, lecz równocześnie zostali wyprzedzeni przez Norwegów. Na mecie stawili się na trzecim miejscu, tracąc blisko 14 sekund do srebrnego medalu. Indywidualnie był siódmy w skokach, jednak w biegu spadł na osiemnaste miejsce. Na Mistrzostwach Świata Juniorów w Vuokatti w tym samym roku, zajął dwunaste miejsce indywidualnie i szóste w sztafecie.
Starty Kreinera w sezonie 1992/1993 Pucharu Świata nie przyniosły mu żadnych punktów. Najlepszy wynik osiągnął 12 grudnia 1992 roku w Courchevel, gdzie zajął 26. miejsce w Gundersenie. Wobec braku zdobytych punktów nie został uwzględniony w klasyfikacji generalnej. Nie wziął udziału w mistrzostwach świata w Falun w lutym 1993 roku. Startował także w zawodach Pucharu Świata B (obecnie Puchar Kontynentalny), gdzie osiągał lepsze wyniki. Raz stanął na podium – 15 grudnia 1991 roku był w Predazzo drugi w Gundersenie. Najlepiej wypadł jednak w sezonie 1994/1995, który ukończył na piętnastej pozycji. W 1995 roku zakończył karierę.

## Osiągnięcia

### Igrzyska olimpijskie
| Miejsce | Dzień     | Rok  | Miejscowość | Konkurencja             | Wynik zwycięzcy | Strata  | Zwycięzca   |
| ------- | --------- | ---- | ----------- | ----------------------- | --------------- | ------- | ----------- |
| 18.     | 12 lutego | 1992 | Albertville | Gundersen K-90/15 km    | 44:28,1         | +4:13,7 | Fabrice Guy |
| 3.      | 24 lutego | 1992 | Albertville | Sztafeta K-90/3 × 10 km | 1:23:36,6       | +1:40,1 | Japonia     |

### Mistrzostwa świata juniorów
| Miejsce | Dzień    | Rok  | Miejscowość | Konkurencja             | Wynik zwycięzcy | Strata | Zwycięzca     |
| ------- | -------- | ---- | ----------- | ----------------------- | --------------- | ------ | ------------- |
| 12.     | 19 marca | 1992 | Vuokatti    | Gundersen K-90/15 km    | ?               | ?      | Halldor Skard |
| 6.      | 22 marca | 1992 | Vuokatti    | Sztafeta K-90/3 × 10 km | ?               | ?      | Norwegia      |

### Puchar Świata

#### Miejsca w klasyfikacji generalnej
- sezon 1991/1992: 33.
- sezon 1992/1993: -

#### Miejsca na podium chronologicznie
Kreiner nigdy nie stał na podium indywidualnych zawodów Pucharu Świata.

### Puchar Kontynentalny

#### Miejsca w klasyfikacji generalnej
- sezon 1991/1992: 16.
- sezon 1992/1993: 38.
- sezon 1993/1994: 61.
- sezon 1994/1995: 15.

#### Miejsca na podium chronologicznie
| Nr | Data            | Miejscowość | Konkurencja         | Wynik zwycięzcy | Pozycja | Strata | Zwycięzca     |
| -- | --------------- | ----------- | ------------------- | --------------- | ------- | ------ | ------------- |
| 1. | 15 grudnia 1991 | Predazzo    | Gundersen K90/15 km | ?               | 2.      | -      | Thomas Müller |